# Треккеры

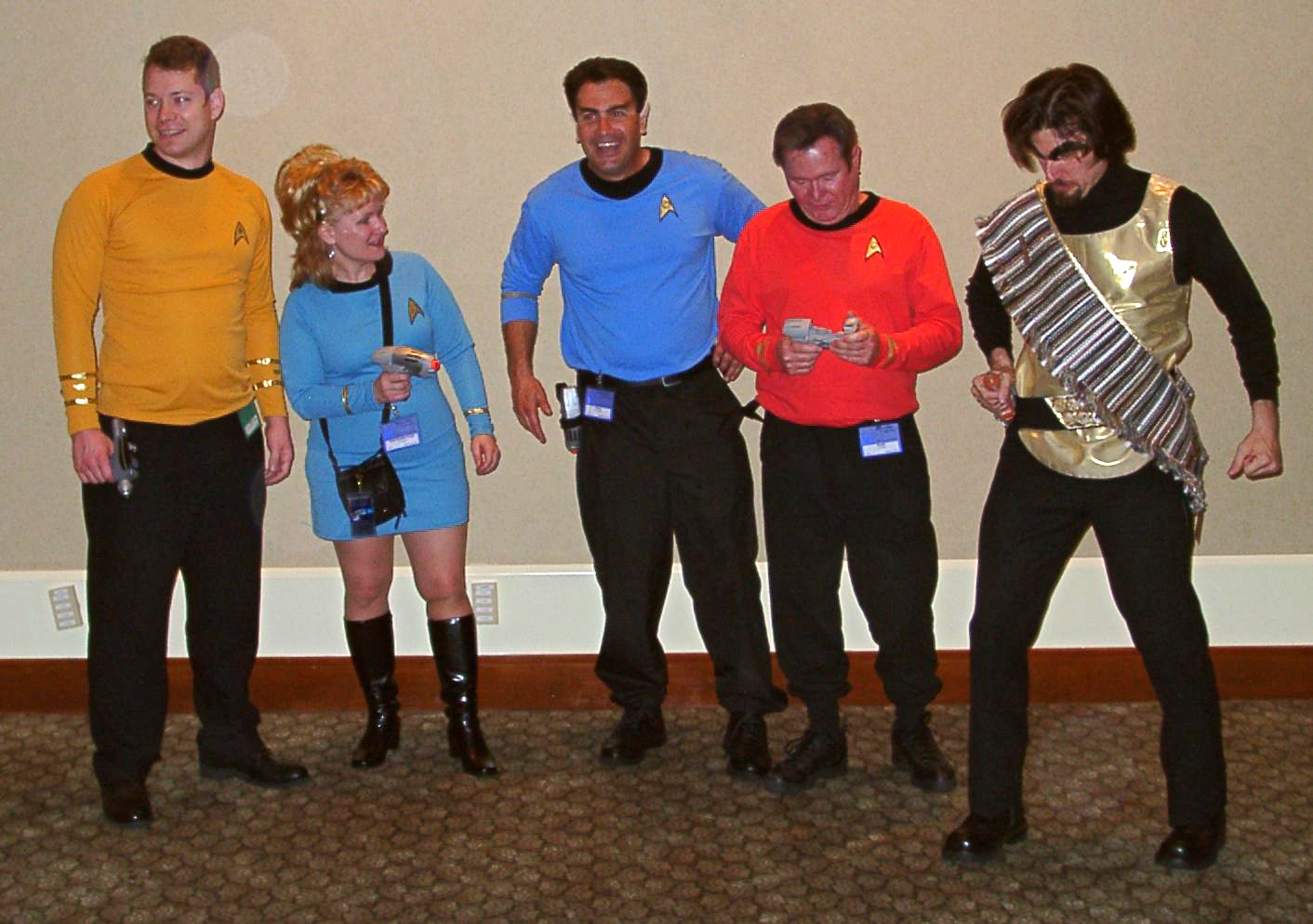
Треккеры

Тре́ккеры (англ. Trekkers) или тре́кки (англ. Trekkie) — поклонники научно-фантастической вселенной «Звёздный путь» (англ. Star Trek).
На сегодняшний день треккеры представляют собой большое движение. Традиционно наиболее многочисленно трек-движение в англоязычных странах — в Англии и на родине сериала, в США.

## Треккеры и трекки
Слово «Треккер» (англ. Trekker) происходит напрямую от слова Трек (англ. Trek) в названии сериала и было популярно в 1960—1970 годах.
Слово «трекки» (англ. Trekkie) является производным от слова «trek» и английского термина «Groupie», обозначающего рьяного поклонника чего-либо, фаната. «Трекки» закрепилось в обиходе в 1980 годах и используется до сих пор. Слово также внесено в «Оксфордский словарь английского языка».
Среди англоязычных и прочих поклонников долгое время шли дебаты о том, какой из терминов предпочтительнее. Долгое время доминировало мнение, что «треккерами» следует назвать умеренных поклонников, а «трекки» — более радикальных и активных фанатов.
На сегодняшний день оба термина («треккер» и «трекки») равнозначны и взаимозаменяемы. При этом «трекки» является более популярным и используемым в англоговорящих странах. В России же, в свою очередь, большей популярность пользуется «треккер».

## Фан-клубы
По всему миру треккеры объединяются в Фан-клубы «Звёздного пути». Существует всемирный клуб, а также клубы по странам, регионам и городам.
В России также существует всероссийский «Трек-клуб». Самостоятельные клубы функционируют и в отдельных городах (в Москве, Санкт-Петербурге, Самаре и др.).

## Деятельность

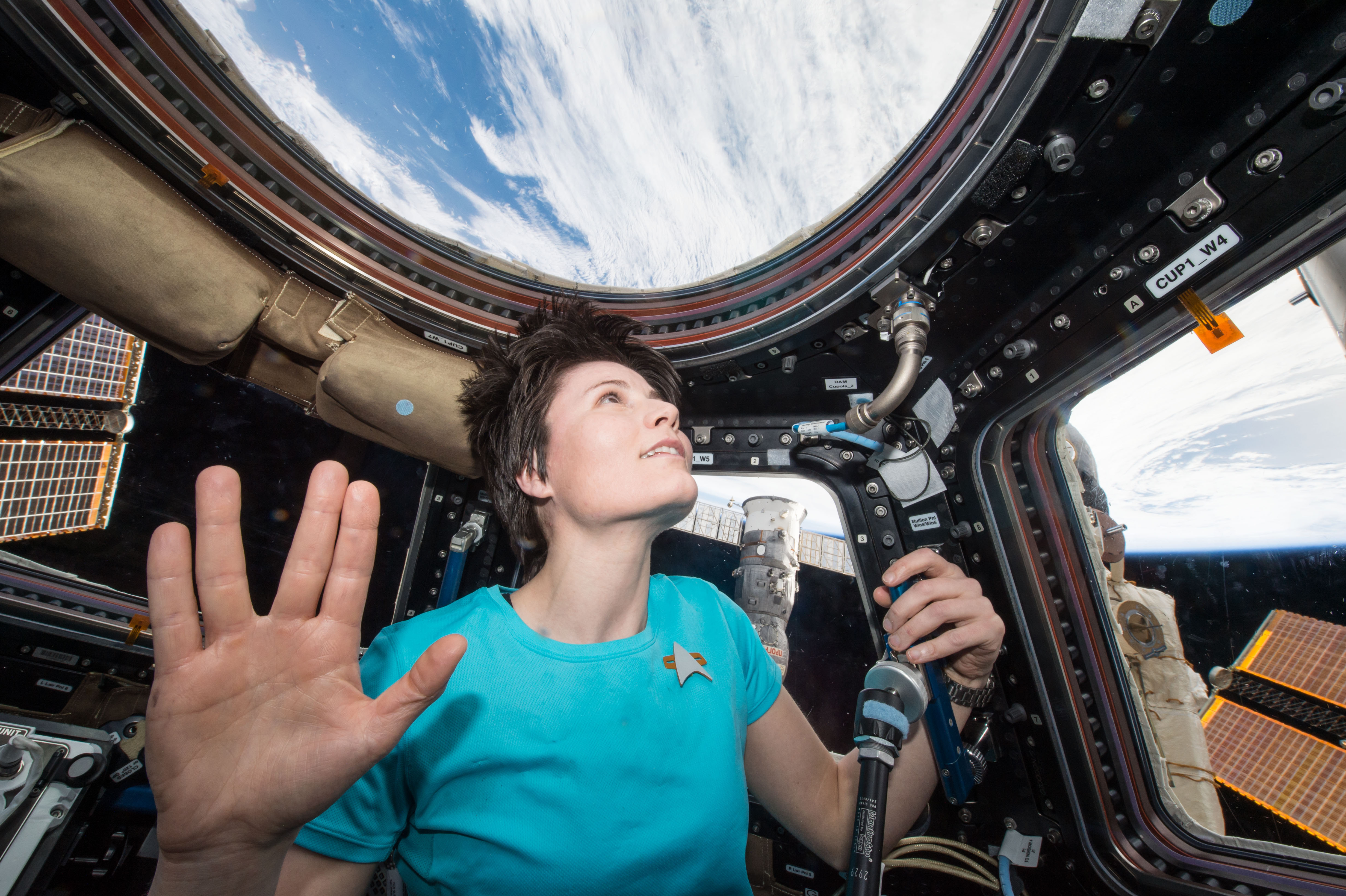
Астронавт Саманта Кристофоретти на борту МКС выполняет вулканский салют; на футболке виден значок с эмблемой вымышленного Звёздного флота.

Традиционно Треккеры, особенно англоязычные, вели активную деятельность. Во времена съёмок фильмов и сериалов они засыпали студию Paramount Pictures письмами, периодически заставляя авторов вносить коррективы в сюжет. А в 1977 треккеры фактически вынудили НАСА назвать первый космический шаттл в честь фантастического звездолёта — «Энтерпрайз».
Сегодня Треккеры не теряют своей активности. По всему миру проводятся так называемые «конвенты» (англ. Conventions). Это мероприятия, сочетающие в себе съезд треккеров и ролевую игру. «Конвент» проводится и в России под названием «RusCon».
Кроме того, треккеры уже давно проявили себя как талантливые авторы. Из-под их пера вышло множество рассказов, новелл и стихов, посвящённых «Star Trek».
Та или иная причастность к треккерам в современной массовой культуре является хорошим маркером принадлежности персонажа к хикки, нердам или гикам (разным вариациям социальной дезадаптации в сочетании с успехами в точных науках и/или высокими показателями интеллекта). Этот шаблон используется в первую очередь в англоязычных комедиях и ситкомах.
Некоторые Треккеры получили широкую известность благодаря своему увлечению, так например англичанин Тони Аллейн, бывший профессиональный ди-джей, прославился тем, что декорировал свою квартиру в Хинкли так, чтобы она походила на интерьер корабля «Энтерпрайз».